# Berend Mensing
Berend Mensing (Borger, 1946 – aldaar, 5 augustus 2016) was een Nederlands activist, columnist en schrijver in de Drentse streektaal. Hij werd bekend als ‘‘Berend Bom’’ nadat hij in 1972 een nepbom plaatste bij het gemeentehuis van Borger, uit protest tegen een gemeentegrenswijziging.
In de jaren 1970 was Mensing actief binnen de anti-kernenergiebeweging in Noord-Nederland. Hij leidde regionale Atoom Alarmgroepen die zicht verzette tegen plannen om kernafval in zoutkoepels in Noord-Nederland op te slaan. Ook deed hij mee bij protestmanifestaties in Rolde en Warffum; in laatstgenoemde plaats bezette hij tijdens een actie een boortoren. Daarnaast was hij betrokken bij het lokale Rode Volksfront.
Vanaf de jaren 1980 publiceerde hij wekelijks columns in het streekblad Week in Week Uit. Later verschenen drie boeken in eigen beheer: Schaduwen aan de lucht (2013), Het geheim van de gouden bal (2014) en In de stilte zijn (ca. 2015).
Berend Mensing overleed in 2016 aan longkanker.